# 吉島辰寧

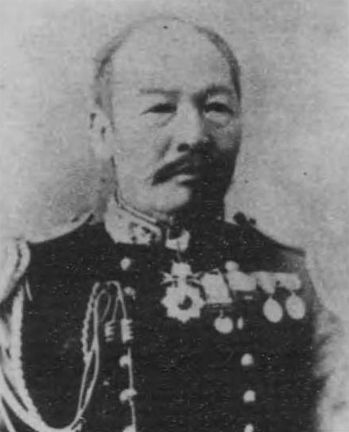
吉島辰寧

吉島 辰寧（よしじま ときやす、1844年3月20日〈天保15年2月2日〉 – 1900年〈明治33年〉3月29日）は、大日本帝国海軍軍人、最終階級は海軍少将。

## 生涯
天保15年2月2日、肥前国に生まれた。明治3年、二等士官となり日進乗組に補される。以後累進して、1881年（明治14年）11月17日、海軍少佐となり摂津艦艦長等を経る。1886年（明治19年）4月7日、海軍中佐となると、浅間艦長、龍驤艦長、比叡艦長を歴任した。1890年（明治23年） 9月17日、海軍大佐に昇進し、海軍兵学校次長、海軍省第一局第一課長、高千穂艦長、呉鎮守府参謀長などを務める。1893年（明治26年） 5月26日、予備役となったが、翌年の7月21日から海軍兵学校の校長職に就き、1895年（明治28年）7月25日、海軍少将に任官された。1900年（明治33年）3月29日に死去し、同日付けで従四位に昇叙。

## 官歴
- 1881年（明治14年）11月17日 - 任 海軍少佐
- 1883年（明治16年）12月15日 - 補 摂津艦艦長
- 1885年（明治18年）4月28日 - 補 浅間艦長心得[1]
- 1886年（明治19年）
  - 4月7日 - 任 海軍中佐
  - 4月12日 - 補 浅間艦長
  - 11月22日 - 補 龍驤艦長[1]
- 1887年（明治20年）10月8日 - 補 比叡艦長[1]
- 1889年（明治22年）4月17日 - 補 海軍兵学校次長[2]・校長代理[1]
- 1890年（明治23年）
  - 9月17日 - 任 海軍大佐[1]
  - 9月18日 - 補 海軍兵学校次長[1]
- 1891年（明治24年）
  - 2月18日 - 補 海軍省第一局第一課長[1]
  - 6月17日 - 補 高千穂艦長[1]
  - 12月14日 - 補 呉鎮守府参謀長[1]
- 1893年（明治26年）
  - 5月20日 - 待命[1]
  - 5月26日 - 予備役[1]
- 1894年（明治27年）7月21日 - 補 海軍兵学校校長[1]
- 1895年（明治28年）7月25日 - 任 海軍少将・召集解除[1]

## 栄典・授章・受賞
- 1893年（明治26年）6月20日 - 正五位[3]
- 1900年（明治33年）3月29日 - 従四位[4]